# Eurydice grimaldii
Eurydice grimaldii là một loài chân đều trong họ Cirolanidae. Loài này được Dollfus miêu tả khoa học năm 1888.